# Defying Gravity (canción)
Defying Gravity es la canción principal del musical de 2003 Wicked, compuesta por Stephen Schwartz. Fue grabada originalmente por Idina Menzel y Kristin Chenoweth el 10 de noviembre de 2003 y lanzada como parte de la banda sonora de la obra el 16 de diciembre de 2003. Se trata principalmente de un solo cantado por la protagonista del espectáculo, Elphaba Thropp (la Bruja Mala del Oeste), con dos pequeños duetos al principio y a mitad de la canción entre Elphaba y su amiga Glinda, y una parte de coro al final en la que cantan los ciudadanos de Oz.

## Contexto y secuencia
En Wicked, la canción es el final del primer acto del espectáculo, cuando Elphaba descubre que El Mago de Oz no es la figura heroica que ella había creído en un principio.  Al darse cuenta de ello, y a pesar de los intentos de Glinda por disuadirla, Elphaba jura hacer todo lo que esté en su mano para luchar contra el Mago y sus siniestros planes contra los Animales de Oz.  Canta cómo quiere vivir sin límites, yendo en contra de las reglas que otros le han impuesto. Durante la canción, Elphaba hechiza un palo de escoba para levitar y, perseguida por los guardias del Mago, se eleva por encima de los enfurecidos ciudadanos de Oz, que intentan en vano «derribarla». La canción es muy cinematográfica y alcanza su clímax en la última estrofa.
El famoso clímax de la canción presenta a Elphaba volando por encima del escenario. La puesta en escena de la canción en la producción original se basó en gran medida en efectos especiales. La actriz que interpretaba a Elphaba se elevaba en el aire mediante un sistema de lanzamiento hidráulico, de pie sobre una pequeña plataforma con un cinturón de seguridad alrededor de la cintura. Tanto la plataforma como las sujeciones quedaban ocultas por un falso vestido largo del mismo material que el traje de la actriz, lo que daba la ilusión de que no estaba de pie sobre nada. Unas cortinas negras (diseñadas para que parecieran la capa de Elphaba ondeando al viento) y una iluminación cuidadosamente diseñada ocultaban el brazo hidráulico que levantaba la plataforma. La secuencia se basó en unas 60 luces móviles, humo y efectos de viento para dar la impresión de que Elphaba volaba.
Si un sistema informático de la plataforma hidráulica no detectaba que las sujeciones estaban cerradas de forma segura, la plataforma no se elevaba. Si esto ocurría, o en caso de avería del ascensor, se enseñaba a los miembros del reparto un «Plan B» o secuencia de «no vuelo» en la que Elphaba corría hacia el escenario y los actores que interpretaban a los guardias y a la gente del pueblo se tumbaban en el escenario para simular que veían a Elphaba en el aire.
El final del primer acto está «calibrado para que todo el mundo se quede para el segundo».

## Letra y análisis musical
El núcleo de la canción es que «Elphaba encuentra el poder a través de su propia condición de forastera», que tiene un atractivo universal debido a que el público apoya a los forasteros. La pieza comienza con Elphaba y Glinda hablando. Luego empiezan a cantar, discutiendo con frases cortas y agudas que recuerdan a las discusiones entre chicas en la vida real. En este punto, la tonalidad cambia constantemente, creando una sensación de inquietud. La canción está en compás cortado común, pero el dúo rara vez se ciñe a las líneas de compás, a menudo saltando a mitad de camino en un estilo sincopado. En el pasaje «I'm through with playing by the rules...», aunque algunos creen que se utiliza el intervalo de una undécima, la letra «the rules» se canta como una octava, con el piano tocando adicionalmente una cuarta por encima de la segunda nota.
La canción se basa en leitmotivs establecidos anteriormente en el espectáculo y «sube la apuesta» al elevar la voz de Elphaba una octava y levantarla físicamente en un recogedor de cerezas, encarnando la primera vez que el público la ve como la Malvada Bruja del Oeste. El dramático final de la canción presenta un clímax «ruidoso y chillón» de «bring me down» seguido de un riff vocal que, según Vulture, tiene el potencial de dañar las cuerdas vocales del intérprete. Debido a la dificultad de la canción, es alcanzable para unos pocos e imposible para la mayoría, convirtiendo así a los que lo consiguen en outsiders por defecto.

## Recepción de la crítica
Vulture calificó el número como la mejor canción de Wicked, considerándola la «joya de la corona de la partitura», aunque señaló que es una canción fácil de ridiculizar debido a que está «madura para el canto agrio y el embellecimiento tonto».  Vulture también la describió como «la gran pieza central del espectáculo», y consideró que desde entonces había establecido un «legado ambivalente» como «la canción más tonta, más inspiradora y más duradera de la historia reciente de Broadway».

### Legado
En la producción original, ocasionalmente, la tecnología del recogedor de cerezas no funcionaba, lo que dio lugar a «infames e hilarantes espectáculos de “no vuelo”». La canción se utilizó para despertar a los astronautas a bordo de la misión del transbordador espacial STS-131 en abril de 2010 para la astronauta Dorothy Metcalf-Lindenburger en honor a la actividad extravehicular prevista para ese día. 
Defying Gravity aparece en el episodio Glee Wheels, donde Rachel (Lea Michele) y Kurt (Chris Colfer) la cantan por separado en una competición por el solo principal. Esta línea argumental se inspiró en una anécdota de Chris Colfer, el actor que interpreta a Kurt. Al tener un registro de contratenor, Colfer quería cantar la canción en concursos de talentos en el instituto, pero se le negó repetidamente la oportunidad durante el instituto, ya que es un solo normalmente reservado para artistas femeninas. Volvió a aparecer en el episodio de la quinta temporada 100, el centésimo episodio de la serie, esta vez cantado por Rachel, Kurt y Mercedes (Amber Riley).

## Charts
| Chart (2024)                          | Peak position |
| ------------------------------------- | ------------- |
| Reino Unido (UK Download Chart)       | 74            |
| Reino Unido UK Singles Sales (OCC)    | 79            |
| Reino Unido UK Physical Singles (OCC) | 4             |
| Reino Unido UK Vinyl Singles (OCC)    | 3             |

## Versión de Idina Menzel
Idina Menzel, tras repetir su papel de Elphaba en la producción londinense de Wicked en 2006, grabó una versión remezclada «pop mainstream» de la canción. Se publicó como sencillo el 1 de marzo de 2007, y más tarde se incluyó en las versiones británica e iTunes de su álbum de 2008 I Stand. La remezcla de «Defying Gravity» también fue el himno del Gay Pride de 2007 de Los Ángeles, y aparece en el CD oficial del evento. El tema alcanzó el nº 60 en la lista oficial de singles del Reino Unido en mayo de 2008, poco después de que una concursante cantara «Defying Gravity» en un episodio del programa de televisión de la BBC I'd Do Anything.
Publicó la canción como sencillo por segunda vez en 2012 en su álbum Live: Barefoot at the Symphony.

### Formatos
Sencillo U.S.A CD
1. "Defying Gravity" (Tracy Young's Flying Monkey's Club Mix) – 8:02
2. "Defying Gravity" (Eddie Baez Club Mix) – 8:42
3. "Defying Gravity" (Hani Flying So High Club Mix) – 7:04
4. "Defying Gravity" (Josh Harris Vocal Club Mix) – 7:16
5. "Defying Gravity" (Funky Junction & Antony Reale Club Mix) – 6:22
6. "Defying Gravity" (Single version) – 3:48

Sencillo digital
1. "Defying Gravity" (Album version) – 3:46

Sencillo Digital maxi
1. "Defying Gravity" (Tracy Young's Flying Monkey's Radio Edit) – 3:45
2. "Defying Gravity" (Eddie Baez Radio Edit) – 4:54
3. "Defying Gravity" (Funky Junction & Antony Reale Radio Edit) – 4:36
4. "Defying Gravity" (Hani Flying So High Short Mix) – 4:55
5. "Defying Gravity" (Josh Harris Radio Edit) – 3:53

Sencillo Digital maxi (DJ version)
1. "Defying Gravity" (Tracy Young's Flying Monkey's Club Mix) – 8:02
2. "Defying Gravity" (Eddie Baez Club Mix) – 8:42
3. "Defying Gravity" (Funky Junction & Antony Reale Club Mix) – 6:22
4. "Defying Gravity" (Hani Flying So High Club Mix) – 7:04
5. "Defying Gravity" (Josh Harris Vocal Club Mix) – 7:16

| Chart (2007–08)                                 | Peak position |
| ----------------------------------------------- | ------------- |
| Austria (Ö3 Austria Top 40)                     | 72            |
| Estados Unidos (Hot Dance Club Songs)           | 5             |
| Estados Unidos US Hot Singles Sales (Billboard) | 8             |
| Reino Unido (UK Singles Chart)                  | 60            |

## Versión de Kerry Ellis
Fue interpretada por Kerry Ellis en la obra Wicked en 2008 y luego publicó una canción en versión Rock

## Versión de Andi Kitten & Madeline
Fue interpretado por Andi Kitten & Madeline Powell para su álbum en vivo "Cactus Cuties Live at the Cactus" en 2009.

## Versión de Glee
La canción fue interpretada en el séptimo episodio de Glee "Wheels" por Lea Michele y Chris Colfer.

La canción fue interpretada por segunda vez en el episodio 100 de Glee por Lea Michele, Chris Colfer y Amber Riley en presencia de Kristen Chenoweth

## Versión de Cynthia Erivo con Ariana Grande
Cynthia Erivo y Ariana Grande interpretaron «Defying Gravity» como Elphaba y Glinda en la primera parte de la adaptación de «Wicked» de Universal Pictures, estrenada el 22 de noviembre de 2024. La canción se lanzó el mismo día como parte del álbum «Wicked: The Soundtrack» bajo Republic Records y Verve Records, y llegó a las radios de éxitos contemporáneos de EE. UU. el 3 de diciembre de 2024.
El tema cierra la película con el «grito de batalla» característico de Elphaba. La escena culminante muestra a Elphaba elevándose al atardecer, homenajeando el «efecto cherry picker» del musical, con su capa creciendo y ondeando al viento. En uno de los avances de la película, la canción fue remezclada con el icónico motivo de «Wicked Witch/Miss Gulch» de Herbert Stothart, de la película de 1939 «The Wizard of Oz».  
La grabación de la secuencia se retrasó seis meses debido a la huelga SAG-AFTRA de 2023 y tomó un año completar. Erivo describió la canción como un «viaje inmenso», destacando que su personaje crece vocalmente a lo largo de la interpretación y que el grito final simboliza la transformación definitiva de Elphaba.

### Recepción crítica
Escribiendo para Billboard, Stephen Daw calificó «Defying Gravity» como la mejor canción del álbum de la banda sonora, elogiando la interpretación de Cynthia Erivo como "una de las mejores adaptaciones de una canción de un musical que este crítico haya escuchado, superando las ya altas expectativas". Destacó que el instrumental se mantuvo fiel al original, permitiendo a Erivo imprimir su sello personal "de una manera que hace sentir como si se escuchara por primera vez". Daw alabó su "asombrosa destreza" al recorrer su rango vocal, transmitiendo todas las emociones y exprimiendo cada nota, especialmente en el puente y el grito final. También elogió la contribución de Ariana Grande, destacando su actuación al inicio de la canción y sus "hermosas armonías" en la mitad.
Del mismo modo, The Daily Telegraph aplaudió la "emoción cruda y poder" de Erivo, mientras que Chris Willman de Variety elogió su impecable interpretación. Lisa Laman, de Looper, consideró la escena como una de las mejores de 2024, señalando que las pausas añadidas permiten una mayor interacción entre Elphaba y Glinda, resaltando la fractura de su amistad. También destacó un nuevo segmento en el que Elphaba cae al suelo en Emerald City mientras recuerda comentarios negativos, antes de levantarse y terminar la canción, describiendo esto como un momento visual y vocalmente impresionante.

### Impacto cultural
El 21 de noviembre de 2024, un clip de una entrevista durante la gira de prensa en el que la periodista Tracey E. Gilchrist dijo a Cynthia Erivo y Ariana Grande que los espectadores estaban "dando espacio" a las letras de «Defying Gravity» se volvió viral, generando múltiples memes. Más tarde, Gilchrist explicó que para ella eso significa 
```
"estar en el momento, sin distracciones y sintiendo algo a un nivel celular... Puedes dar espacio a las letras de una canción —una que has escuchado cientos de veces— y puede adquirir un nuevo significado si eres una persona queer".
[
26
]
[
27
]
```

En diciembre de 2024, Universal Pictures encargó un carro alegórico inspirado en la película para el Desfile de las Rosas de 2025, nombrado «Defying Gravity» en honor a la canción. En la víspera de Año Nuevo, los fanáticos fueron animados a reproducir la canción a las 11:53 p. m. (9:28 p. m. si veían la película) para sincronizar el grito final de Elphaba con la llegada de la medianoche del 1 de enero de 2025 y celebrar el Año Nuevo.

### Premios y nominaciones
| Organización                    | Año  | Categoría                          | Resultado | Ref.   |
| ------------------------------- | ---- | ---------------------------------- | --------- | ------ |
| Hollywood Music in Media Awards | 2024 | Song – Onscreen Performance (Film) |           | [ 31 ] |

### Listas
| Listas (2024–2025)                 | Posición más alta |
| ---------------------------------- | ----------------- |
| Australia (ARIA)                   | 31                |
| Canadá (Canadian Hot 100)          | 63                |
| Global 200 (Billboard)             | 41                |
| Irlanda (IRMA)                     | 10                |
| New Zealand Hot Singles (RMNZ)     | 6                 |
| Philippines (Philippines Hot 100)  | 19                |
| South Korea Download (Circle)      | 89                |
| Reino Unido (UK Singles Chart)     | 7                 |
| Estados Unidos (Billboard Hot 100) | 44                |
| Estados Unidos (Adult Top 40)      | 33                |
| Estados Unidos (Mainstream Top 40) | 36                |

## Grabaciones de International Wicked
| Todas las versiones oficiales de "Defying Gravity" | Todas las versiones oficiales de "Defying Gravity"                 | Todas las versiones oficiales de "Defying Gravity"                | Todas las versiones oficiales de "Defying Gravity" | Todas las versiones oficiales de "Defying Gravity" |
| Idioma                                             | Reparto original                                                   | Reparto original                                                  | Título                                             | Traducción                                         |
| Idioma                                             | Glinda                                                             | Elphaba                                                           | Título                                             | Traducción                                         |
| -------------------------------------------------- | ------------------------------------------------------------------ | ----------------------------------------------------------------- | -------------------------------------------------- | -------------------------------------------------- |
| Danés                                              | Annette Heick                                                      | Maria Lucia Rosenberg                                             | "Mine vinger bær"                                  | "Que tan lejos puedo llegar"                       |
| Holandés                                           | Chantal Janzen                                                     | Willemijn Verkaik                                                 | "Ik lach om zwaartekracht"                         | "Me río de la gravedad"                            |
| Inglés                                             | Kristin Chenoweth                                                  | Idina Menzel                                                      | "Defying gravity"                                  | "Desafiando la gravedad"                           |
| Finlandés                                          | Anna-Maija Tuokko                                                  | Maria Ylipää                                                      | "Painovoimaa murtamaan"                            | "Romper la gravedad"                               |
| Alemán                                             | Lucy Scherer                                                       | Willemijn Verkaik                                                 | "Frei und schwerelos"                              | "Libre y ingrávido"                                |
| Japonés                                            | 沼尾みゆき (Miyuki Numao)                                          | 濱田めぐみ (Megumi Hamada)                                        | "自由を求めて" ("Jiyū o motomete")                 | "Buscando la Libertad"                             |
| Coreano                                            | 정선아 (Cheong Seon-a) 김보경 (Kim Bo-gyeong) 김소현 (Kim So-hyun) | 옥주현 (Ock Joo-hyun) 박혜나 (Park Hyena) 김선영 (Kim Seon-yeong) | "디파잉 그래비티" ("Tip’aing kŭraebit’i")          | "Desafiando la gravedad"                           |
| Portugués                                          | Fabi Bang                                                          | Myra Ruiz                                                         | "Desafiar a gravidade"                             | "Desafía la gravedad"                              |
| Español                                            | Cecilia de la Cueva                                                | Danna Paola                                                       | "En contra de la gravedad"                         | "En contra de la gravedad"                         |

## Premios y nominaciones
| Año  | Premio                          | Categoría                        | Resultado | Referencias |
| ---- | ------------------------------- | -------------------------------- | --------- | ----------- |
| 2025 | Nickelodeon Kids' Choice Awards | Canción favorita de una película | Ganadora  | [ 52 ]      |